# Conciliul de la Piacenza
Conciliul de la Piacenza a fost un sinod mixt al ecleziasticilor și laicilor Bisericii Romano-Catolice, care a avut loc în perioada 1 martie – 7 martie 1095, la Piacenza.
Conciliul a avut loc la finalul turneului Papei Urban al II-lea în Italia și Franța, pe care l-a făcut pentru a-și reafirma autoritatea după controversata sa investitură cu Henric al IV-lea, împăratul Sfântului Imperiu Roman. Două sute de episcopi au participat, precum și 4000 de alți oficiali ai bisericii și 30 000 de laici; au fost atât de mulți oameni prezenți încât conciliul a trebuit să fie ținut în afara orașului. 

## Participanți
Printre participanții laici a fost Eupraxia de Kiev, o fiică a lui Vsevolod I, prințul de Kiev.  Ea sa întâlnit cu Papa Urban, iar la urări, Eupraxia a făcut o mărturisire publică în fața conciliului bisericii.
De asemenea, au fost prezenți ambasadori din partea lui Filip I al Franței, care au venit să facă apel la recenta excomunicare a divorțului său ilegal și recăsătorirea lui cu Bertrade de Montfort: Filip i-a fost dat termen până la Rusalii pentru a rectifica situația.
Restul activității conciliului a exprimat temeri bisericești destul de tipice: în cadrul conciliului au fost publicate cel puțin 15 canoane, inclusiv o condamnarea ereziei berengare; o condamnare a ereziei nicolaiene; o afirmare a prezenței lui Hristos în Euharistie; denunțările antipapei Clement al III-lea și susținătorilor săi, și o interdicție de a plăti preoților pentru botezuri, înmormântări sau confirmări. 

## Solicitarea bizantină
De asemenea, printre cei mai importanți participanți au fost ambasadorii trimiși de împăratul bizantin Alexie I Comnenul. Alexie fusese excomunicat anterior de către Papa Grigore al VII-lea și a trecut printr-o serie de repuneri în Biserică, însă Urban în cele din urmă a înlăturat excomunicarea când a devenit papă în 1088, iar relațiile dintre est și vest au fost cel puțin temporar prietenoase. Imperiul Bizantin a pierdut o mare parte din teritoriul său în Asia Mică pentru turcii selgiucizi în urma bătăliei de la Manzikert din 1071, iar Alexie a sperat că cavalerii occidentali i-ar putea ajuta să-și restabilească Imperiul. După audierea cererii ambasadorilor bizantini Urban i-a rugat pe cei prezenți să acorde ajutor împăratului bizantin.  Cu toate acestea, este posibil ca Urban să fi avut o idee despre o expediție spre Orient înainte de cererea lui Alexie, așa cum a cerut anterior și Grigore al VII-lea de două ori, dar fără nici un rezultat; în același an, în noiembrie, Urban a cerut Conciliului de la Clermont să discute chestiunea mai pe larg, drept urmare Discursul Papei din 27 noiembrie 1095 a fost punctul de cotitură al Primei Cruciade.

## Vezi și
- Conciliul de la Clermont